# Marie de Villepin
Marie de Villepin, nome completo Marie Galouzeau de Villepin, conosciuta anche come Marie Steiss (Washington, 8 maggio 1986), è un'artista, attrice, modella e cantante francese.

## Biografia
Figlia dell'ex primo ministro e diplomatico Dominique de Villepin, ha trascorso gran parte della sua infanzia in India prima di trasferirsi in vari paesi dell'America Latina e dell'Africa. Da ragazzina ottenne un ruolo nel film La Bûche di Danièle Thompson e prese in seguito lezioni di recitazione al Cours Florent e da Raymond Acquaviva, a Parigi. Quando compì 18 anni, dopo essersi laureata in matematica applicata a Paris Dauphine, si trasferì a New York per intraprendere la carriera di modella.  Dopo diverse stagioni sulle passerelle, Marie fu scelta per essere il volto del profumo Ange ou Démon di Givenchy.
Per il suo ruolo da protagonista in Baikonur di Veit Helmer, girato nelle steppe del Kazakistan e a Mosca, Marie ha completato un corso di addestramento da cosmonauta in assenza di gravità. Si è formata in kickboxing, judo e sport acquatici ad alto numero di ottani, e in equitazione dall'età di sei anni.
Nel 2009 ha formato una band di quattro componenti chiamata PINKMIST in cui canta, scrive e suona la chitarra. Dopo aver registrato il loro primo EP, il gruppo ha fatto molti spettacoli in tutta Europa, tra cui Londra, Parigi, Bruxelles e Berlino. Ha rivelato la sua ultima collaborazione musicale all'inizio del 2019.
Al di fuori dell'industria dell'intrattenimento, Marie è un'artista che ha partecipato a numerose mostre collettive. La sua prima mostra personale intitolata New Creatures si è tenuta a Parigi nel 2019 e lavora per il collettivo di artisti Poush Manifesto.

## Arte

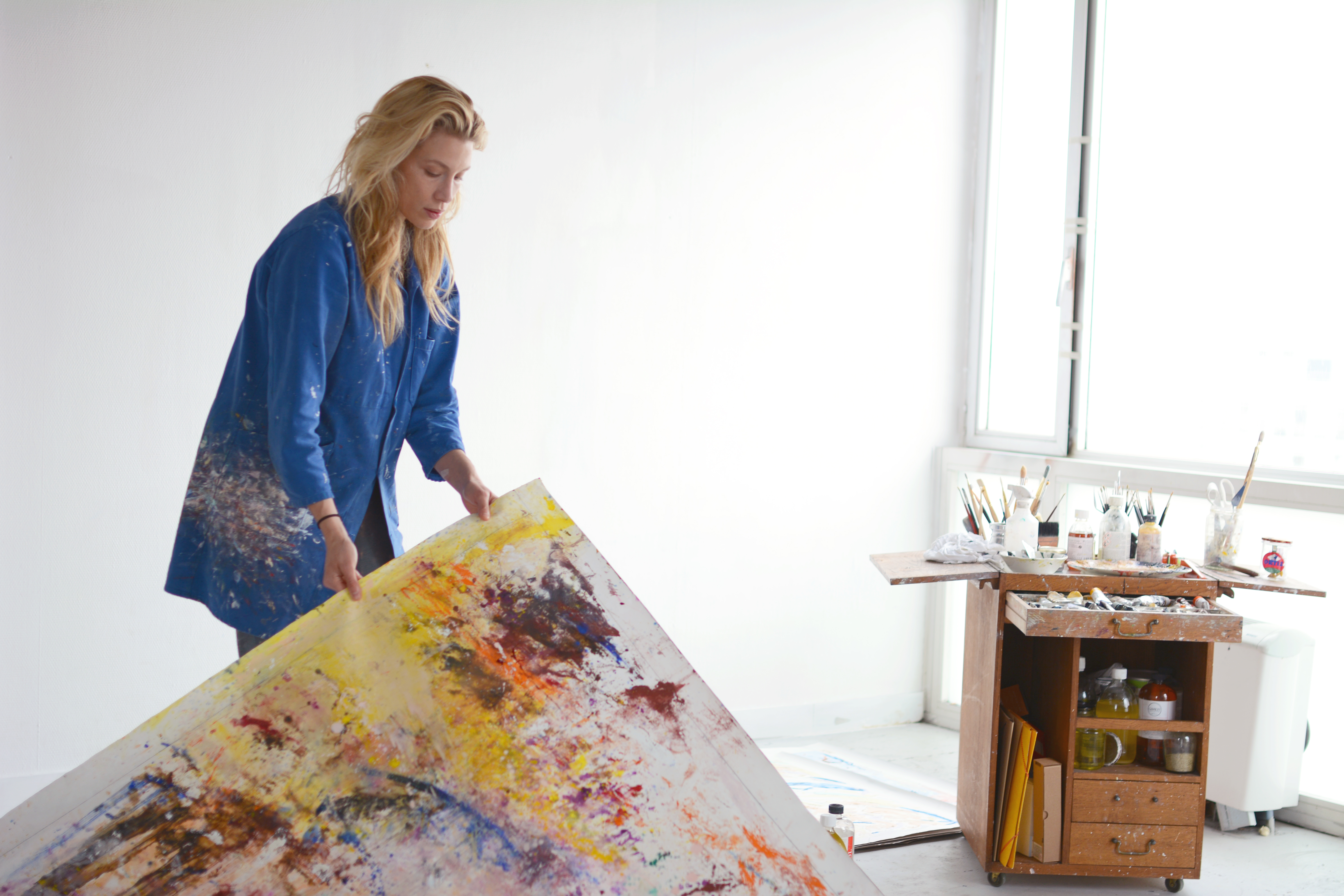
Marie de Villepin nel suo studio a Parigi

Dopo essersi trasferita a New York, ha iniziato a disegnare e fare schizzi ; le sue opere sono fortemente influenzate dalla musica, attraverso la quale cerca di incidere una colonna sonora specifica per i suoi dipinti, spesso chiamando le sue opere con nomi musicali. Dal disegno ai dipinti a olio, le sue creazioni sono in stretta risonanza con il tempo e oscillano tra figurazione e astrazione, cerca altresì di moltiplicare le possibilità esplorando il maggior numero possibile di medium oltre all'olio: matita, carboncino, pastelli, collage, ecc.
Le opere di Marie sono state esposte all'asta più volte, il prezzo più alto ottenuto da questa artista all'asta è stato di 56648 dollari per Rosebud, venduto da Sotheby's Hong Kong nel 2021.
Nel 2022, Marie è diventata una dei 12 artisti selezionati per il Prix Antoine Marin consegnenato all'Espace Julio Gonzalez di Arcueil.

## Moda
Ha posato come sposa per lo stilista francese Franck Sorbier nella sua collezione Couture Autunno 2004. Ha ottenuto il suo primo grande successo con un servizio di moda realizzato da Gilles Bensimon nell'edizione americana di Elle nell'ottobre 2005.
È stata il volto e la testimonial del profumo Ange ou Démon di Givenchy dal 2006 al 2010.
Nel 2007, scelta da Krizia, prende parte alle campagne pubblicitarie Primavera e Autunno 2007. Nel 2007 è apparsa in passerella a Londra all'evento "Fashion Rocks" per Christopher Kane. 
Svolge l'attività di modella a New York con lo pseudonimo di Marie Steiss. Ha sfilato per Krizia a Milano, collezioni Primavera e Inverno 2007 e per Givenchy a Parigi, collezione RTW Primavera 2007. Ha sfilato a New York per Diane von Fürstenberg collezioni Primavera 2006, Inverno 2006, Inverno 2007 e Primavera 2008. È stata anche protagonista della passerella per Catherine Malandrino e Nicole Romano, collezioni Primavera 2007; per United Bamboo, collezione Inverno 2006. Marie è bionda e snella (1,80 m, 55 kg). Dal suo ruolo di Betty Catroux nel film Yves Saint Laurent, è apparsa in varie riviste di moda.
Nel 2013, è stata il volto della campagna pubblicitaria per il marchio di cosmetici "Ardency Inn". È stata fotografata da Claiborne Swanson Frank per il libro Young Hollywood. Nel 2015, è apparsa sulla copertina del numero estivo francese della rivista LUI, parzialmente in topless.

## Filmografia

### Cinema
- Pranzo di Natale (La Bûche), regia di Danièle Thompson (1999)
- Baikonur, regia di Veit Helmer (2010)
- Devouring Art, regia di Rie Rasmussen – cortometraggio (2013)
- Yves Saint Laurent, regia di Jalil Lespert (2014)
- Masque d'Or, regia di Julien Landais – cortometraggio (2014)

### Televisione
- I re maledetti (Les Rois maudits ) – miniserie (France 2), regia di Josée Dayan (2005)[10]